# Chamberlin Glacier
Chamberlin Glacier är en glaciär i Antarktis. Den ligger i Västantarktis. Argentina, Chile och Storbritannien gör anspråk på området. Chamberlin Glacier ligger 549 meter över havet.
Terrängen runt Chamberlin Glacier är bergig. Trakten är obefolkad. Det finns inga samhällen i närheten.